# Soyedina
Genre
Soyedina est un genre d'insectes plécoptères de la famille des Nemouridae.

## Distribution
Les espèces de ce genre se rencontrent en Amérique du Nord.

## Liste des genres
Selon Plecoptera Species File :
- Soyedina alexandria Grubbs, 2006
- Soyedina calcarea Grubbs, 2006
- Soyedina carolinensis (Claassen, 1923)
- Soyedina interrupta (Claassen, 1923)
- Soyedina kondratieffi Baumann & Grubbs, 1996
- Soyedina merritti Baumann & Grubbs, 1996
- Soyedina nevadensis (Claassen, 1923)
- Soyedina potteri (Baumann & Gaufin, 1971)
- Soyedina producta (Claassen, 1923)
- Soyedina vallicularia (Wu, 1923)
- Soyedina washingtoni (Claassen, 1923)

## Publication originale
- Ricker, 1952 : Systematic studies in Plecoptera. Indiana University Publications Science Series, n. 18, p. 1-200.